# Aeroportul Savé
Aeroportul Savé (IATA: SVF, ICAO: DBBS) este un aeroport din Departamentul Zou, Benin ce deservește zona Savé. A fost numit după zona deservită.
Situat la o altitudine de 199 m, aeroportul dispune de 1 pistă.

## Infrastructură

### Piste
Aeroportul dispune de o singură pistă. Pista 05/23 are suprafața de sol și dimensiunile 3.950 picioare × 164 picioare. 